# Экзонумия

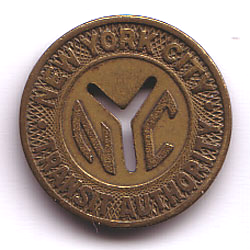
Объект экзонумии — жетон Нью-Йоркского метрополитена

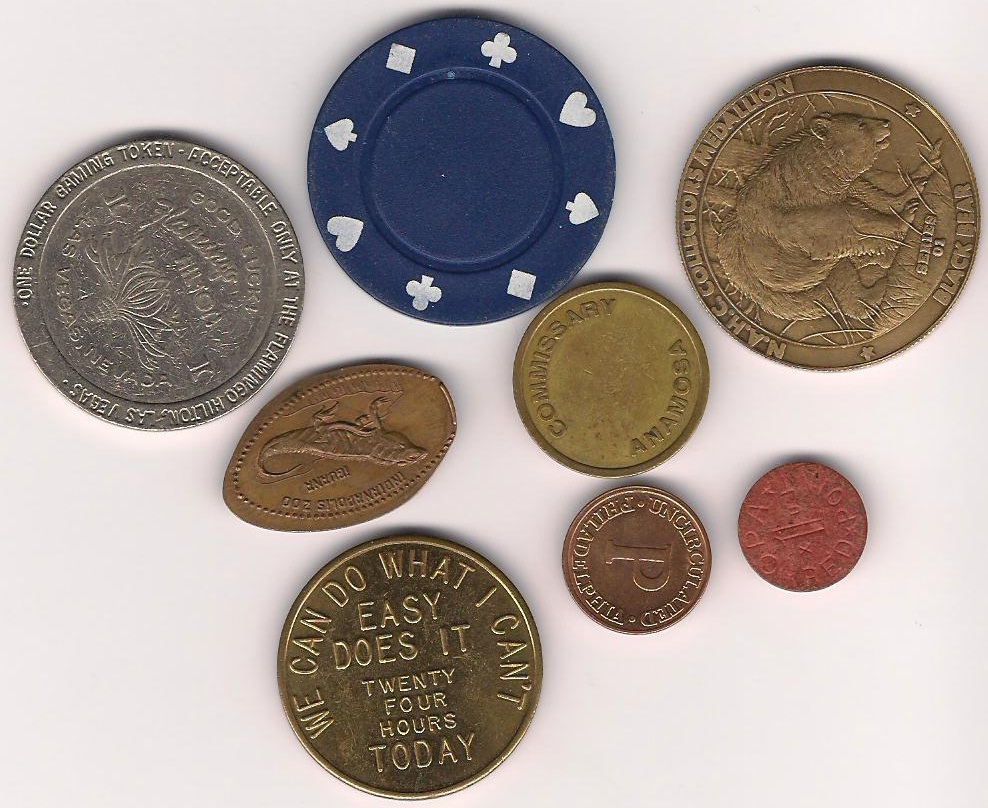

Экзону́мия — коллекционирование нумизматических объектов, не попадающих под статус официальных государственных денежных знаков: жетонов, надчеканов, удлинённых монет, сувенирных медальонов, поддельных монет и других подобных предметов. Экзонумия тесно связана с нумизматикой, многие нумизматы также являются экзонумистами.

## Этимология
Существительное экзонумия происходит от двух классических корней: exo, что означает «вне» по-гречески, и nummus, что означает «монета» на латинском языке (от греческого νοῦμμος — noummos «монета»). Таким образом, «вне [категории] монет». Термин является англицизмом на основе используемого в Соединенных Штатах термина exonumia. В Великобритании используется термин paranumismatica, которому соответствует синоним экзонумии — паранумизматика.
Термин «экзонумия» придумал и в последующем ввёл в обиход американский нумизмат Рассел Рулау в июле 1960 года.